# Poyang Hu
Poyang Hu eller Poyangsøen (kinesisk skrift: 鄱阳湖, pinyin: Póyáng Hú), som ligger i provinsen Jiangxi, er den største ferskvandssø i Folkerepublikken Kina. Den har et overfladeområde på 3.585 km² og et volum på 25 km³. Afhængig af regntiden varierer arealet fra 1.000 km² til 4.400 km². Den er omkring 170 x 17 km, og har en gennemsnitlig dybde på otte meter.
Søen giver habitat for en halv million trækfugle fordelt på 124 arter. Floderne Gan Jiang og Xiu løber ud i søen, som er knyttet til Yangtze med en kanal.
I alt 224 km² af habitatet er beskyttet som Ramsarområde, og området har 45 pattedyr-arter og omkring 80 forskellige padder.